# Quinchía (kommun)
Quinchía är en kommun i Colombia.   Den ligger i departementet Risaralda, i den centrala delen av landet, 200 km väster om huvudstaden Bogotá. Antalet invånare är 33 318.